# Werner Juker
Werner Juker (* 5. September 1893 in Lyss; † 15. November 1977 in Köniz) war ein Schweizer Autor und Bibliothekar.
Juker wirkte an der Stadt- und Hochschulbibliothek Bern und verfasste Mundarthörspielwerke. Er war Mitherausgeber von Werken Jeremias Gotthelfs und erhielt dreimal den Literaturpreis der Stadt Bern.

## Werke (Auswahl)
- Der Friedenspfarrer : berndeutsches Schauspiel in 5 Akten, in: Heimatschutz-Theater, 101., A. Francke, Bern, 1935
- Verchehrti Wält : berndeutsches Schauspiel in vier Akten, in: Heimatschutz-Theater, 106., A. Francke, Bern, 1936
- E frömde Fötzel: Berndeutsches Schauspiel in 4 Akten, Volksverlag Elgg, Elgg, 1942
- Bernische Wirtschaftsgeschichte : Entwicklungsgeschichten bernischer Firmen aus Gewerbe, Handel und Industrie, B. Fischer, cop. Münsingen, 1949
- Die alten Eidgenossen im Spiegel der Berner Chroniken, Gute Schriften, Bern, 1964
- Die Welt vom Gurten aus, in: Gute Schriften Bern, Bd. 393/394, Gute Schriften, Bern, 1974
- Gotthelf in seiner Zeit : die historischen Ereignisse von 1797 bis 1854, E. Rentsch, Erlenbach-Zürich, 1978 ISBN 3-7249-0530-0